# Kamaterón
Kamaterón (Kamatero) är en ort i Grekland.   Den ligger i prefekturen Nomarchía Athínas och regionen Attika, i den sydöstra delen av landet, 9 km norr om huvudstaden Aten. Kamaterón ligger 142 meter över havet och antalet invånare är 28 361.
Terrängen runt Kamaterón är kuperad åt nordväst, men åt sydost är den platt. Terrängen runt Kamaterón sluttar söderut. Runt Kamaterón är det mycket tätbefolkat, med 6 472 invånare per kvadratkilometer. Närmaste större samhälle är Aten, 8,5 km söder om Kamaterón. Runt Kamaterón är det i huvudsak tätbebyggt.